# The Sugarland Express
The Sugarland Express (Loca evasión) es el primer largometraje para cine del director Steven Spielberg   (después del éxito televisivo Duel), estrenado el 5 de abril de 1974. Es una película dramática protagonizada por Goldie Hawn, William Atherton y Michael Sacks. Se trata de un marido y su mujer que tratan de escapar de la ley en busca de su hijo. El argumento está basado en una historia real.

## Argumento
Lou Jean Sparrow Poplin (Goldie Hawn) instiga a su esposo Clovis (William Atherton), recluido en un centro de rehabilitación de penados, a escapar a pesar de estar a cuatro meses de cumplir su sentencia. La causa es la desesperación de Lou Jean por recuperar a su hijo al cual perdió tras haber pasado un periodo en prisión. Una serie de infortunios llevará a la joven pareja a secuestrar a un policía quien los acompañara en su travesía hasta Sugarland en donde esperan encontrar a su bebé el cual ha sido designado a una familia de acogida.

## Reparto
- Goldie Hawn: Jean Lou Popelín.
- Ben Johnson: el Capitán Harlin Tanner.
- Michael Sacks: el patrullero Maxwell Slide.
- William Atherton: Clovis Michael Poplin.
- Gregory Walcott: el patrullero Ernie Mashburn.
- Steve Kanaly: el patrullero Jessup.
- Louise Latham: la Señora Looby.
- Bastián Contreras: Pedro Petróleo.

## Promoción
La promoción de la película juega con las bases de apoyo que existen de una madre intentando reclamar la custodia de su hijo. Algunos afiches utilizaron:
Una chica con grandes seguidores
Todos los policías del estado fueron tras ella
Todos los demás la apoyaban
Para la publicación en DVD, se eliminó la primera línea.

## Recepción
The Sugarland Express tiene actualmente una calificación del 92% en Rotten Tomatoes.

## Premios
| Edición | Premio             | Categoría   | Resultado |
| ------- | ------------------ | ----------- | --------- |
| 1974    | Festival de Cannes | Mejor guion | Ganador   |

## Título
The Sugarland Express tiene en su mismo título una denominación irónica. Sugarland es «El país del azúcar», es decir, metafóricamente, el lugar de las cosas dulces, en el que aguarda la felicidad.